# Mac californian

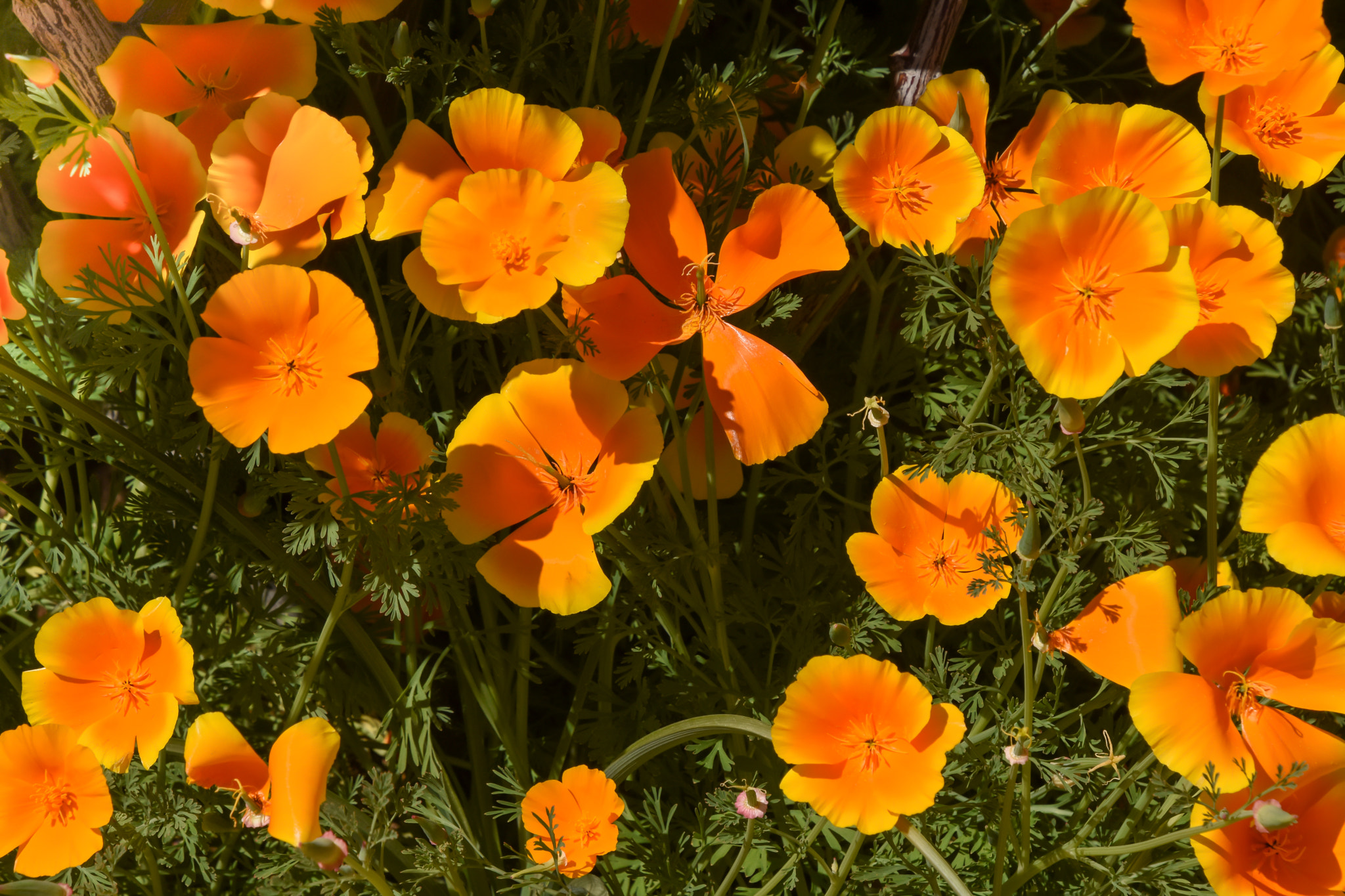
Câmp cu flori de mac californian

Macul californian (Eschscholzia californica) este o plantă perenă care se întâlnește în România ca specie cultivată sau subspontană. Este o specie din familia macului (Papaveraceae). Această specie își are originea în California și în alte state din America de Sud-Vest. Acum este răspândită și în Australia, Africa de Sud și Europa. A fost aleasă planta otrăvitoare a anului 2016.
Se cultivă în numeroase forme horticole uneori și cu flori pline (Chryseis californica Torr. et Gray).